# Stagno di Orrì
Lo stagno di Orrì è una zona umida situata  in prossimità  della costa centro-orientale della Sardegna, limitrofo al lido omonimo. Appartiene amministrativamente al comune di Tortolì.
Con la direttiva comunitaria "Habitat" n. 92/43/CEE approvata dalla Commissione europea nel 1992 viene dichiarato sito di interesse comunitario e inserito nella rete Natura 2000, sistema di aree dedicate alla conservazione della biodiversità, caratterizzate dalla presenza di habitat e specie faunistiche e floristiche di elevato interesse. Oltre allo stagno il sito, univocamente individuato dal codice ITB022214, comprende anche le spiagge di Basaura, Foxi Lioni e Orrì .